# Мътница (дем Синтика)
Вижте пояснителната страница за други значения на Мътница.
Мътница или Матница (изписване до 1945 година: Мѫтница; на гръцки: Μακρινίτσα, Макриница, до 1922 Μάτνιτσα, Матница) е село в Гърция, Егейска Македония, дем Синтика и има 365 жители (2001).

## География
Селото е разположено северозападно от град Сяр (Серес) и западно от Валовища (Сидирокастро), в южното подножие на планината Беласица (Белес или Керкини), в северозападната част на Сярското поле. Югоизточно от него е разположено Бутковското езеро (Керкини). Северно от селото е разположен манастирът „Рождество Богородично“ („Света Богородица Гумера“).

## История

### Античност и Средновековие
На хълма Калугерски манастир на 1 km източно от Мътница са останките от късноантичната и ранносредновековна Мътнишка крепост, охранявала пътя между Беласица и Круша.

### В Османската империя
В османски данъчни регистри на немюсюлманското население от вилаета Тимур Хисаръ̀ от 1616 – 1617 година селото е отбелязано под името Мутниче с 94 джизие ханета (домакинства), въглищари. Според документ от 1625 година село Матниче има 70 ханета.
В XIX век Мътница е село в Демирхисарска каза на Серски санджак на Османската империя. В „Етнография на вилаетите Адрианопол, Монастир и Салоника“, издадена в Константинопол в 1878 година и отразяваща статистиката на населението от 1873 година, Мътища (Mëtischta) е посочено като село със 175 домакинства, с 300 жители мюсюлмани и 470 жители българи.
През 1891 година Георги Стрезов пише:
| „ | Матница, голямо село ½ час на З от Порой, на Беласица, там дето се сливат с Круша. Жителите биват земледелци, овчаре и дърводелци. Гръцка църква и училище с 28 ученика. 200 къщи турци, 50 българе. | “ |

Към 1900 година според статистиката на Васил Кънчов („Македония. Етнография и статистика“) в Мѫтница живеят 1650 души, от които 750 българи-християни и 900 турци.
По данни на секретаря на Българската екзархия Димитър Мишев („La Macédoine et sa Population Chrétienne“) в 1905 година в Мътница (Matnitza) има 640 българи екзархисти. В селото функционира българско начално училище с 1 учител и 27 ученици.
При избухването на Балканската война в 1912 година 8 души от Мътница са доброволци в Македоно-одринското опълчение.

### В Гърция
През войната селото е освободено от части на българската армия, но след Междусъюзническата война в 1913 година селото попада в Гърция. За кмет е назначен бившият андартски капитан Барба Коста. В селото са заселени гърци бежанци. Според преброяването от 1928 година Мътница е смесено бежанско село със 132 бежански семейства и 439 души.
| Име  | Име    | Ново име     | Ново име     | Описание                    |
| ---- | ------ | ------------ | ------------ | --------------------------- |
| Гура | Γκούρα | Мандрес Рема | Μάνδρες Ρέμα | беласишка река З от Мътница |

## Личности
Родени в Мътница
- Вангел Трайков (1888 – ?), македоно-одрински опълченец, 4 рота на 14 воденска дружина[14]
- Гьора Тодорова Ефремиду (1915 – 1949), гръцка комунистка, войник на ДАГ, загинала на Грамос[15]
- Димитър Стойков Димитров (1862 – 1913), македоно-одрински опълченец, 4 рота на 2 скопска дружина, загинал в Боя при Шаркьой на 26 януари 1913 година[16]
- Иван Касчиев, македоно-одрински опълченец, четата на Дончо Златков[17]
- Иван Наков, македоно-одрински опълченец, четата на Дончо Златков, 15 щипска дружина[18]
- Костадин Танев, македоно-одрински опълченец, четата на Дончо Златков[19]
- Мехмед и Али, турци, дейци на ВМОРО[20]
- Мито Стойков (1867 – ?), македоно-одрински опълченец, Инженерно-техническа част на МОО[21]
- Тодор Пашалиев, македоно-одрински опълченец, четата на Дончо Златков[22]
- Христо Калев, македоно-одрински опълченец, четата на Дончо Златков[23]

Свързани с Мътница
- Володя Стоянов (р. 1960), български изпълнител на народни песни, внук на Стоян Темелков от Мътница